# Halfweg
Halfweg (52° 23′ N, 4° 45′ L) é uma cidade dos Países Baixos, na província de Holanda do Norte. Halfweg pertence ao município de Haarlemmerliede en Spaarnwoude, e está situada a 8 km, a leste de Haarlem.
A área de Halfweg, que também inclui as partes periféricas da cidade, bem como a zona rural circundante, tem uma população estimada em 2330 habitantes.